# Aristide Gromer
Aristide Gromer (Dunkerque, 11 de abril de 1908-Plouguernével, 6 de julio de 1966) fue un jugador de ajedrez francés. Fue un niño prodigio, que jugaba partidas simultáneas con trece años y que ganó tres veces el Campeonato de ajedrez de Francia. Era sobrino de Jacques Grommer, también maestro de ajedrez.

## Biografía y resultados destacados en competición
Gromer estudió en el liceo Chaptal de París. Se proclamó tres veces campeón de Francia de ajedrez (1933, 1937 y 1938). Empató para los puestoss 5.º-6.º en la Olimpiada no oficial de ajedrez de París de 1923 (el ganador fue Victor Kahn), fue 3.º en Biarritz en 1926 (ganaron André Chéron y Frédéric Lazard) y segundo, tras Chéron, en Saint-Claude en 1929. En 1930, compartió el segundo lugar con Savielly Tartakower tras Eugene Znosko-Borovsky en París y también fue segundo tras Amédée Gibaud en Rouen. Fue noveno en París en 1933 (el ganador fue Alexander Alekhine), sexto en Sitges en 1934 (el vencedor fue Andor Lilienthal) y acabó octavo tras Baldur Hönlinger en París en 1938. Como campeón de Francia, disputó y ganó un encuentro contra el campeón de Bélgica, Alberic O'Kelly de Galway en diciembre de 1938.
Gromer representó a Francia en tres Olimpiadas de ajedrez: en 1930 como tercer tablero en la III Olimpiada en Hamburgo (+4 -6 =1); en 1931, fue segundo tablero a la IV Olimpiada en Praga (+3 -9 =4) y en 1939, en el segundo tablero en la VIII Olimpiada en Buenos Aires (+6 -4 =7). Con el estallido de la Segunda Guerra Mundial en septiembre de 1939, Gromer y otros muchos participantes de la VIII Olimpiada (Najdorf, Gideon Ståhlberg, P. Frydman, E. Eliskases, Engels, Becker, Reinhardt, J. Pelikan, Skalička, Luck, Feigins, Raud, Rauch, Winzer, Czerniak, Sulik, Seitz, Chris de Ronde, Kleinstein, Sonja Graf, Paulette Schwartzmann, etc.) decidieron permanecer en Argentina. En 1940 ganó el torneo de Buenos Aires (Bodas de Plata), por delante de Franciszek Sulik, Carlos Guimard y otros. Fue 7.º en Águas de São Pedro-São Paulo en 1941, donde vencieron Erich Eliskases y Guimard.
Al finalizar la guerra regresó a Francia y participó en el campeonato de Francia en Rouen e 1947, donde compartió la segunda plaza con Amédée Gibaud y Nicolas Rossolimo (el campeón fue Maurice Raizman). Murió en 1966 en un centro psiquiátrico de Plouguernével.